# 稲川くん
『稲川くん』（いながわくん）は、GOING UNDER GROUNDのアルバム。当初はポニーキャニオンより2011年4月6日発売予定だったが、3月11日に発生した東北地方太平洋沖地震の影響で延期となり、4月27日に発売された 。

## 概要
約2年1ヶ月ぶりとなるメジャー8作目（通算11枚目）であり、ポニーキャニオン移籍後の初アルバム。楽曲によってプロデューサーが異なり、「LISTEN TO THE STEREO!!」「RAW LIFE」「ベッドタウンズ チャイム」「LONG WAY TO GO」の4曲にヒダカトオルが、「所帯持ちのロードムービー」に庄司信也が共同プロデュースとして参加している。その他の楽曲はセルフプロデュースであり、2009年の伊藤洋一脱退後、4人体制での初のアルバムでもある。
制作が遅れたため、当初予定されていたリリースツアーには間に合わず、ツアーはメジャーデビュー10周年記念ライブとして「GOING UNDER GROUND 10th Anniversary Tour 2011『Rollin' Rollin'』」と題して2011年2月5日から5月4日まで本作発売を挟んで全15公演が行われた。うち、前半6公演は活動初期から2005年のアルバム『h.o.p.s.』までに発表した楽曲を発表年代ごとに分けて演奏する「セルフトリビュートライブ」となった。アルバムのタイトルや収録曲、発売日等の詳細はツアー開始3日前の2011年2月2日に発表された。ツアーファイナルとなった2011年5月4日の日比谷野外大音楽堂でのライブには、同会場で2年前の2009年4月に行われたライブで脱退した元メンバー伊藤洋一がサプライズでゲスト参加し、「グラフティー」を演奏した。

## 内容
アルバムタイトルとなった楽曲「稲川くん」は完成が間に合わず収録が見送られ、同曲をアレンジした「Merry Christmas Mr.INAGAWA」がインストゥルメンタル曲として収録されている。楽曲「稲川くん」はこの次のアルバム『Roots & Routes』に収録された。収録していない曲からアルバムタイトルを採ったことについては、ボーカルの松本素生によれば「どうしてこのタイトルにしたのか？」を考えてもらうきっかけにもなればという思いがあったとし、松本の小学校時代の同級生であった稲川くんの姿に感じた「何かを肯定して明日に向かって生きていく」人の美しさが本作に通ずるものであるという理由で名付けられた。ピアノロック風のアプローチを見せる楽曲が多いのは、伊藤に代わりキーボードのサポートに入った大久保敬とHARCOの演奏技術によるところが大きかったという。
制作中には16曲程度まで収録候補曲が増えたが、伊藤の脱退を受けて新しいバンドを始める気持ちで制作したこともあり、「このアルバムでデビューするとしたら」を念頭に置いて曲の選定と収録順の決定が行われた。
本作の制作においてドラムスの河野丈洋は「同世代感」「同時代感」を強く意識したと語っている。

## 収録曲
| #         | タイトル                                      | 作詞      | 作曲               | 時間  |
| --------- | --------------------------------------------- | --------- | ------------------ | ----- |
| 1.        | 「Merry Christmas Mr.INAGAWA」                | -         | 松本素生           | 2:11  |
| 2.        | 「名もなき夢 〜煩悩青年とワーキング・ママ〜」 | 河野丈洋  | 河野丈洋           | 4:27  |
| 3.        | 「LISTEN TO THE STEREO!!」                    | 松本素生  | 松本素生、河野丈洋 | 4:00  |
| 4.        | 「所帯持ちのロードムービー」                  | 松本素生  | 松本素生           | 3:59  |
| 5.        | 「RAW LIFE」                                  | 松本素生  | 松本素生           | 3:48  |
| 6.        | 「ジョニーさん」                              | 松本素生  | 松本素生           | 4:17  |
| 7.        | 「ベッドタウンズ チャイム」                   | 松本素生  | 松本素生           | 4:15  |
| 8.        | 「さよなら僕のハックルベリー」                | 松本素生  | 松本素生           | 4:22  |
| 9.        | 「詩人にラブソングを」                        | 松本素生  | 松本素生           | 3:49  |
| 10.       | 「LONG WAY TO GO」                            | 松本素生  | 松本素生           | 3:47  |
| 合計時間: | 合計時間:                                     | 合計時間: | 合計時間:          | 38:55 |

### 楽曲解説
1. Merry Christmas Mr.INAGAWA
インストゥルメンタル。
2. 名もなき夢 〜煩悩青年とワーキング・ママ〜
3. LISTEN TO THE STEREO!!
20thシングル。
4. 所帯持ちのロードムービー
5. RAW LIFE
映画『行け!男子高校演劇部』（英勉監督・池田鉄洋脚本／2011年8月6日公開）主題歌。
6. ジョニーさん
7. ベッドタウンズ チャイム
スタジオセッションの際に中澤が弾いたポリフォニック・スプリーの「Light and day」風のリフにヒントを得てサビのユニゾンが生まれた[7]。本作リリース時のインタビューにおいて中澤が本曲を本作の中で一番気に入っている曲として挙げている[5]。
8. さよなら僕のハックルベリー
洋服の青山のテレビCM「フレッシャーズ」編（2011年2月14日 - ）タイアップ。
トム・ソーヤーの親友ハックルベリー・フィンになぞらえ、元メンバー伊藤洋一をモチーフにしている[6][8]。
本作のリード曲であり、MVが制作された。MVのアニメーション制作は大谷太郎[9]と高橋昂也[10]が担当し、伊藤も出演している。
9. 詩人にラブソングを
10. LONG WAY TO GO
21stシングル。

## 参加ミュージシャン
- HARCO – ピアノ、シンセサイザー、編曲（「Merry Christmas Mr.INAGAWA」「ジョニーさん」「詩人にラブソングを」）
- 大久保敬 – キーボード（「LISTEN TO THE STEREO!!」「所帯持ちのロードムービー」「RAW LIFE」「ベッドタウンズ チャイム」「LONG WAY TO GO」）
- 河辺靖仁 – バイオリン（「ジョニーさん」）
- 田澤麻美 – トランペット（「Merry Christmas Mr.INAGAWA」「LONG WAY TO GO」）